# 波塞茨峰
42°39′56″N 0°25′28″E / 42.66556°N 0.42444°E

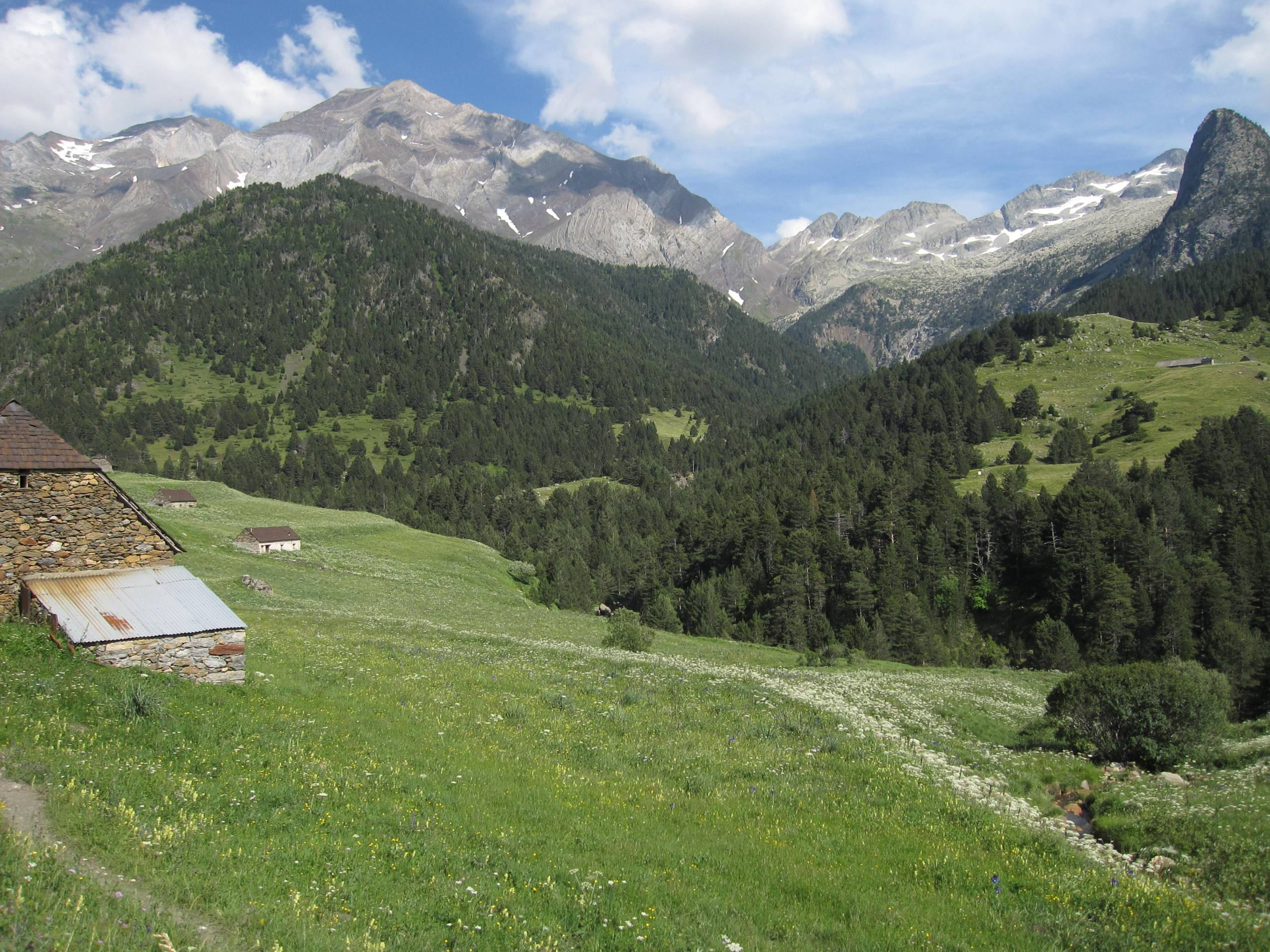

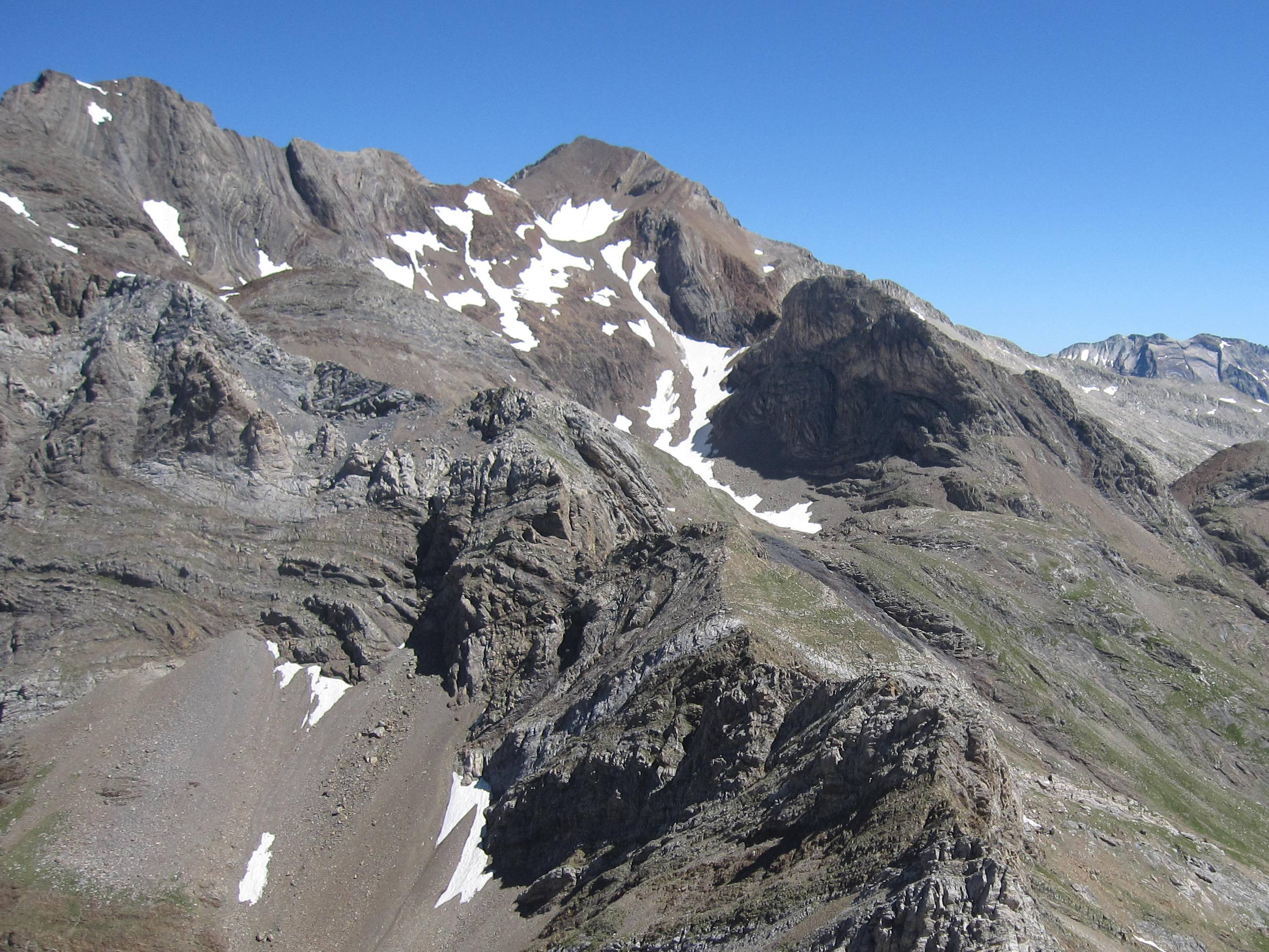

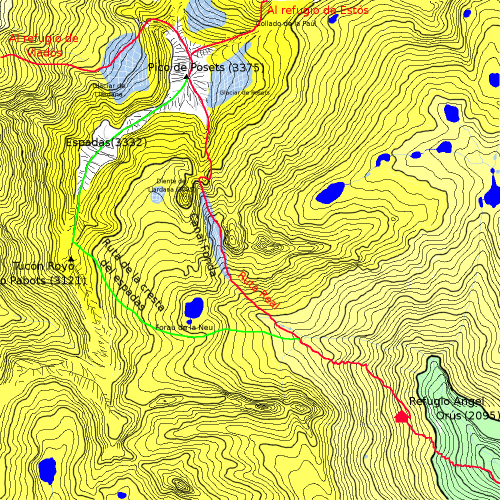

波塞茨峰（西班牙語：Pico Posets），是西班牙的山峰，位於韋斯卡省，屬於比利牛斯山的一部分，海拔高度3,371米，是該山的第二高峰，僅次於阿內托峰，人類在1856年8月6日首次登峰。